# Jérémie Aliadière
Jérémie Aliadière (født 17. november 1983 i Rambouillet, Frankrig) er en fransk tidligere fodboldspiller fodboldspiller, der tidligere harrepræsenteret blandt andet Arsenal, Celtic, West Ham, Wolverhampton, Middlesbrough og FC Lorient. 
Han kom til Arsenal i en alder af 16 år, men under sin tid i Arsenal nåede Aliadière dog aldrig at blive fast mand på førsteholdet, og gennem sit seks år lange ophold i London-klubben var han udlejet til både West Ham United, Wolverhampton Wanderers og skotske Celtic F.C. Han skiftede til Middlesbrough i 2007 for 2.000.000 pund. I 2011 skiftede han til F. C. Lorient på en Fri transfer.
Han indstillede spillerkarrieren i 2018 som 35-årig.
I sin tid i Arsenal F.C. var Aliadière i 2004 med til at vinde Premier League, i en sæson hvor klubben ikke tabte en eneste kamp.

## Titler
Premier League
- 2004 med Arsenal F.C.